# In Concert (álbum de Derek and the Dominos)
In Concert es un doble álbum en directo de Derek and the Dominos, grabado en Fillmore East en octubre de 1970.

## Lista de canciones
1. "Why Does Love Got To Be So Sad" (Bobby Whitlock, Eric Clapton) - 9:33
2. "Got To Get Better In A Little While" (Clapton) - 13:50
3. "Let It Rain" (Bonnie Bramlett, Clapton) - 17:46
4. "Presence Of The Lord" (Clapton) - 6:10
5. "Tell The Truth" (Whitlock, Clapton) - 11:21
6. "Bottle Of Red Wine" (Clapton, Bramlett) - 5:37
7. "Roll It Over" (Whitlock, Clapton) - 6:44
8. "Blues Power" (Leon Russell, Clapton) - 10:29
9. "Have You Ever Loved A Woman" (Billy Myles) - 8:15